# Carrie Bradshaw
Caroline Marie "Carrie" Preston (nata Bradshaw) è la protagonista nonché voce narrante dei telefilm The Carrie Diaries e Sex and the City, in onda rispettivamente sulle reti americane The CW, dal 2013 al 2014, e HBO, dal 1998 al 2004, e dell'omonimo film a lei ispirato. Interpretata in Sex and the City da Sarah Jessica Parker, è un personaggio autobiografico creato da Candace Bushnell, che ha pubblicato l'omonimo romanzo da cui è stata tratta la serie; l'autrice ha scelto questo nome perché aveva le stesse iniziali del suo. Nella nuova serie, The Carrie Diaries, che racconta gli anni giovanili di Carrie, è interpretata da AnnaSophia Robb. Nel 2005 sul canale Bravo questo personaggio si è posizionato all'undicesimo posto tra i più amati di una serie TV, battendo rivali come Buffy Summers, Eric Cartman, Hawkeye Pierce e J.R. Ewing.

## Biografia

### The Carrie Diaries
1984: Carrie Bradshaw è una liceale e aspirante scrittrice che, orfana di madre, vive con il padre e la sorella minore Dorrit. Sognando di andare a vivere New York, fa i conti con la recente scomparsa della madre a causa di un tumore, così il padre per risollevarla di morale, le procura un impiego come stagista in uno studio legale di Manhattan. Al liceo, intanto, inizia una relazione sentimentale con Sebastian Kydd, cosa che contribuisce a formare un rapporto molto conflittuale con la ragazza più popolare della scuola, Donna LaDonna. La cerchia degli amici di Carrie si completa poi con la sicura Maggie, la sensibile Jill (detta Mouse) e Walt, ragazzo in conflitto con la sua natura omosessuale che tiene segreta a tutti. A New York infine Carrie conosce Larissa Loughlin, una donna alla moda che diventa una sorta di mentore per la ragazza che inizia così il suo penultimo anno di scuole superiori divisa tra le ordinarie faccende scolastiche e i suoi primi approcci con la Grande Mela.

### Sex and the City
Carrie è la protagonista del telefilm insieme alle tre amiche del cuore Miranda, Charlotte e Samantha. Tra i suoi migliori amici, si annovera in particolare Stanford Blatch, agente gay. Ogni episodio della serie è incentrato su un particolare argomento, spesso correlato alle relazioni amorose, alla vita da single o al sesso, su cui Carrie redige la sua rubrica per il New York Star, "Sex and the City": si va dalle riflessioni sulle relazioni a quelle sui vibratori, dalle analisi sul sesso a tre a quella sull'amore gay.

#### Carattere
Amante dei locali chic, è nota per la sua affinità con il mondo della moda, in particolare riguardo alle scarpe: ne ha circa cento paia e le sue preferite sono quelle di Manolo Blahnik. Il suo modo di vestire riflette la sua spasmodica ricerca dell'indumento più idoneo per ogni occasione, spesso finendo per sfoggiare uno stile unico e inconfondibile, che spazia dall'originalità sfrontata (che spesso rasenta il ridicolo) all'eleganza sopraffina: si va da strani accozzamenti tra vecchio e nuovo a vaporose gonne di tulle e abiti color caramella.
Lavorando in casa con il suo laptop, Carrie trova per sé molto tempo, cosa che spesso la porta a ragionare su temi di ordine etico, rivalutati nella prospettiva del nuovo millennio. Ha la dipendenza dal fumo (accende spesso una sigaretta mentre scrive un articolo), che nel corso della serie abbandona, non senza difficoltà (e scrive quindi bevendo succhi di frutta o mangiando gelato).

#### La casa
Vive a Manhattan nel West Village in un appartamento in affitto, che poi acquisterà perché messo in vendita grazie ad un prestito da parte dell'amica Charlotte. La sua mania per le scarpe all'ultimo grido la trascina sul lastrico: solo grazie alla pubblicazione dei suoi articoli in un libro di successo e l'impiego offerto da Vogue nel corso della quarta stagione, riesce a risanare le sue finanze. Nel corso della sesta stagione decide di trasferirsi a Parigi con Aleksandr Petrovsky, il suo uomo in quel momento, ma tornerà presto a New York. Nel corso del primo film, Carrie decide di andare a vivere con Mr.Big in un attico sulla Quinta Strada, che viene però venduto subito dopo il disastro del primo matrimonio. Carrie così ricompra il suo vecchio appartamento, dove vive temporaneamente fino al matrimonio in municipio con Mr.Big, dopo il quale va a vivere con il marito in un appartamento nello stesso palazzo dell'attico sulla Quinta. Tuttavia, decidono di non vendere il vecchio appartamento di Carrie, che userà principalmente come un ufficio e lo presterà anche qualche volta a Charlotte per permetterle di prendersi una pausa dalla doppia maternità.

## L'amore per Mr Big
Molto affezionata alle sue tre amiche, che considera anime gemelle ("un uomo è fortunato ad arrivare quarto con Carrie" dice Big alle ragazze nell'ultima puntata), dal punto di vista delle relazioni amorose, Carrie è alla ricerca "dell'amore totale, ridicolo, scomodo, spossante, che ti consuma e non ti fa pensare ad altro": crede di averlo trovato in Mr. Big, con cui ha una storia nella prima e nella seconda stagione, prima che lui si sposi e con cui si ritrova per storie durante le serie successive.

### Gli uomini di Carrie
Carrie nel corso del telefilm intreccia un rapporto duraturo (ma mai permanente) anche con altri uomini: Aidan, costruttore di mobili, che tradisce con Mr. Big e che poi la lascia perché lei non è disposta a sposarlo; Berger, scrittore sfortunato che la lascia con un post-it attaccato al portatile non potendo più portare avanti la loro storia; e Aleksandr Petrovsky, artista russo di fama internazionale che la porta con sé a Parigi, ma che pone sempre l'arte prima di tutto. Al termine dell'ultima serie comunque, il vero grande amore di Carrie si rivela essere proprio Mr. Big, che vola da lei a Parigi per riportarla a casa.